# Мпанде
Мпанде каСензангакона (зулу Mpande kaSenzangakhona; 1798 — 1872) — правитель (инкоси) зулусов с 1840 до 1872.

## Биография

### Ранние годы
Мпанде был единокровным братом Чаки и Дингане, предшествовавших ему в качестве правителей зулусов. Он родился в Бабананго в КваЗулу. Его считали нерешительным и слабохарактерным по сравнению с его единокровными братьями. Однако именно это обстоятельство сыграло ему на пользу, так как в то время как другие его братья подвергались гонениям и репрессиям, его не трогали, не видя в нём достойного соперника. Когда же Дингане приказал своему индуне Ндлела каСомписи убить его, то Ндлела несколько раз откладывал с выполнением приказа, так как он понимал, что Мпанде был единственным сыном Сензангаконы, имевшим детей, и считал продолжение рода Сензангаконы важнейшим условием поддержания стабильности зулусской державы. За своё бездействие Ндлела жестоко поплатился: он был казнен по приказу Дингане.

### Переселение буров и приход к власти
В январе 1840 года предводитель бурских переселенцев Андрис Преториус помог Мпанде восстать против своего брата Дингане, который был убит во время похода на север, к лесу Хлатикулу. Мпанде при поддержке буров был провозглашен верховным правителем зулусов. За эту помощь он отдал бурам скот, который якобы был захвачен у них во время войны с Дингане, и предоставил им полную свободу действий в Натале, передав в их распоряжение несколько десятков тысяч километров зулусских земель.
Ценой значительных территориальных уступок европейцам Мпанде удалось сохранить независимость зулусской державы. Он смог установить дружественные отношения с англичанами, аннексировавшими в 1843 году бурскую республику Натал. Граница между новой британской колонией и владениями зулусов проходила по реке Тугела и её левому притоку Баффало.

### Мпанде и возвышениеКечвайо

Две женщины из гарема короля Мпанде. 1848 г.

Порядок наследования у зулусов не был четко закреплен, и правитель был волен сам определять, какой из его многих сыновей станет следующим инкоси после его смерти. Такая неопределенность при передаче власти часто приводила к острым междоусобицам и соперничеству между возможными претендентами. В 1850-е годы среди зулусов большой популярностью стал пользоваться Кечвайо, в то время как сам Мпанде благоволил к своему старшему сыну Мбуязи. В результате, вокруг претендентов на трон сложилось два враждебных друг другу лагеря. Сторонники Кечвайо были известны под именем узуту, содержавшим намек на их невоздержанность в питье. В 1856 году этот конфликт вылился в открытое вооруженное противостояние. Люди Мбуязи разорили земли сторонников Кечвайо, что привело к началу открытой гражданской войны межд ними и силами узуту. Две враждебные армии встретились в декабре 1856 году на берегу Тугелы на границе с Наталом. На стороне Мбуязи в сражении принял участие «полк» ветеранов, присланный Мпанде на помощь своему любимцу, а также отряд пограничной полиции Натала численностью в 35 человек во главе с английским охотником и торговцем Джоном Данном. Но, благодаря подавляющему численному преимуществу, силам узуту удалось одержать полную победу, Мбуязи и пятеро других сыновей Мпанде были убиты. Само место побоища, по свидетельству очевидцев, было буквально усеяно телами павших воинов.
С этого момента фактическое управление страной перешло в руки Кечвайо, а за Мпанде остались лишь номинальные представительские функции. Конфликт между отцом и сыном, однако, так и не был разрешен до конца, поскольку у обеих сторон не хватало сил решительно изменить ситуацию в свою пользу. Это противостояние вызывало серьёзные опасения и у английских властей Натала, которые боялись, что эскалация конфликта может привести к дестабилизации ситуации и в самой английской колонии, где африканское население составляло подавляющее большинство. Опасаясь возможного вторжения со стороны зулусов, колониальные власти приняли решение о возведении вдоль границы нескольких военных фортов. Однако в это время и колонисты, и зулусы были заинтересованы в мирном разрешении конфликта. Поэтому, при посредничестве англичан, Кечвайо и Мпанде пришли к компромиссу. В 1861 г. в страну зулусов со специальной миссией отправился Т. Шепстоун, официально признавший Кечвайо наследником Мпанде, который, в свою очередь, публично выразил свою преданность отцу. В последующем Кечвайо и Мпанде попытались использовать поддержку англичан в противостоянии с бурами.
В последние годы своей жизни Мпанде фактически уже не оказывал сколь-нибудь значительного влияния на государственные дела. Вождь зулусов пристрастился к спиртным напиткам, в особенности, к пиву. При короле всегда находился паж, по необходимости подносивший ему любимый напиток. Со временем правитель стал настолько грузным, что потерял возможность передвигаться без посторонней помощи. Фактическое руководство страной находилось в руках Кечвайо. Умер Мпанде в октябре 1872 года.